# 3-溴丙酸乙酯
3-溴丙酸乙酯是一种有机溴化合物，化学式为BrCH2CH2CO2C2H5。它是无色液体，可作为烷基化试剂。它可由3-溴丙酸的酯化反应制备，也可由丙烯酸乙酯的氢溴化反应制得，反应遵循反马氏规则。